# Saba (sura)

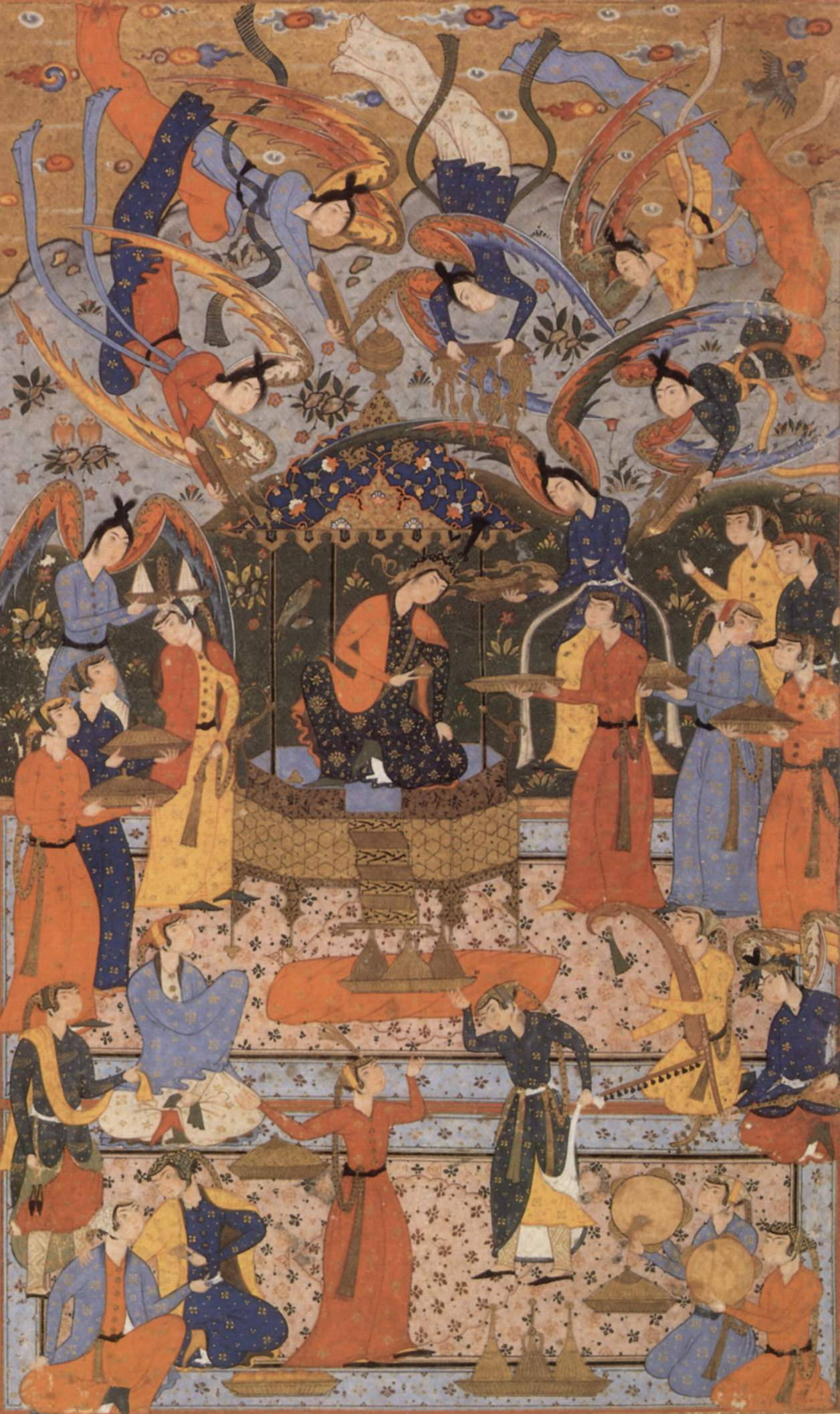
Drottningen av Saba i en illustration från slutet av 1500-talet.

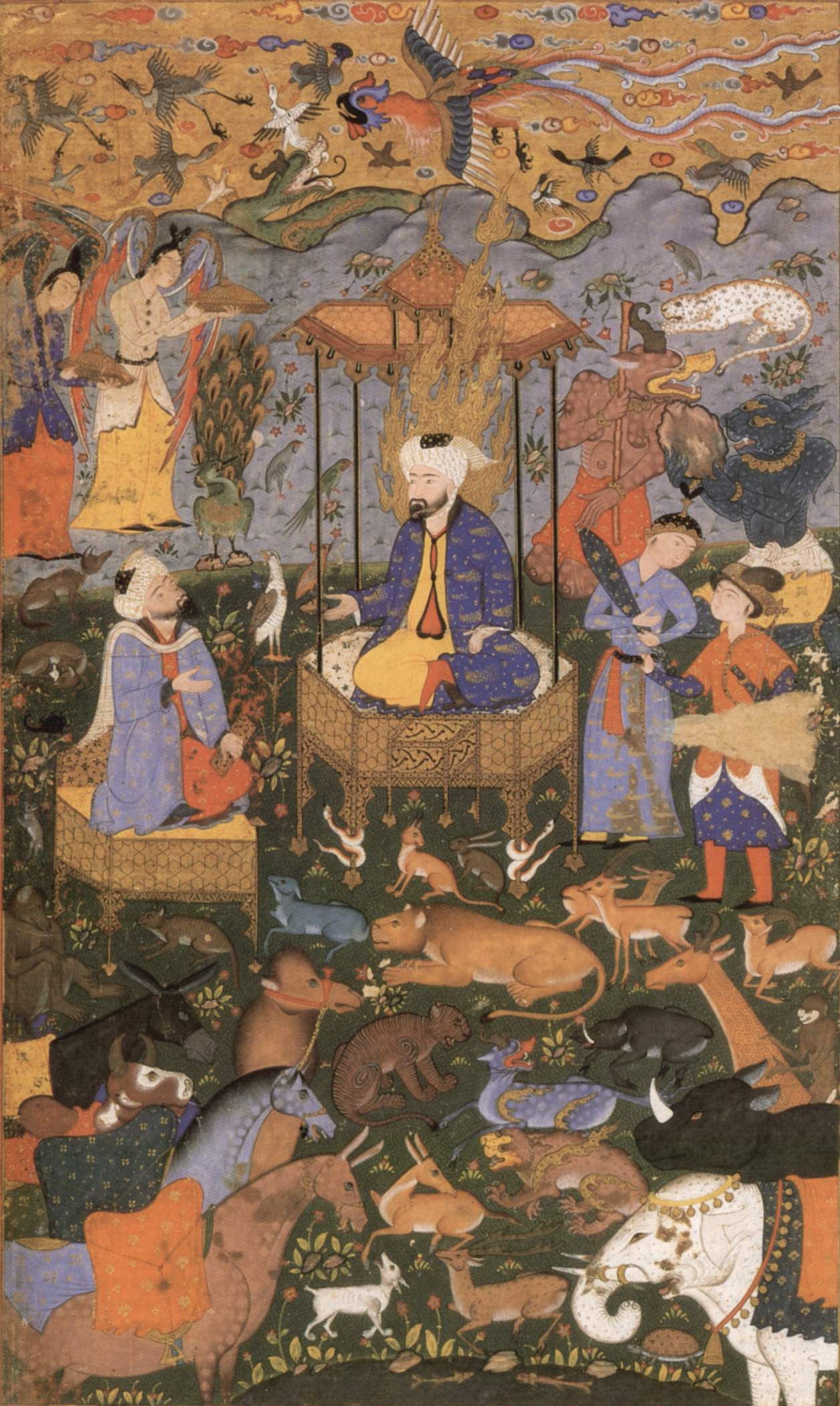
Kung Salomo i en illustration från slutet av 1500-talet.

Sabā' (arabiska: سورة سبأ) ("Saba") är den trettiofjärde suran i Koranen med 54 verser (ayah). Den berättar legenden om drottningen av Saba och om kung Salomo.